# Františkov (přírodní rezervace)
Františkov je přírodní rezervace poblíž obce Jindřichov v okrese Šumperk. Oblast spravuje AOPK ČR Správa CHKO Jeseníky. Důvodem ochrany je přestárlý bukový porost.